# ویم کیفت
ویم کیفت (هلندی: Wim Kieft؛ زادهٔ ۱۲ نوامبر ۱۹۶۲) بازیکن فوتبال اهل هلند بود.

## باشگاهی
از باشگاه‌هایی که در آن بازی کرده‌است می‌توان به آژاکس آمستردام، باشگاه فوتبال پیزا، پی‌اس‌وی آیندهوون، بوردو و تورینو اشاره کرد. 

## تیم ملی
وی سابقه ۴۲ بازی و ۱۱ گل در تیم ملی فوتبال هلند را در کارنامه دارد.

## افتخارات
از افتخارات وی میتوان به قهرمانی در جام ملت‌های اروپا ۱۹۸۸ به همراه تیم ملی هلند و کسب کفش طلای اروپا در ۱۹۸۲ اشاره کرد.